# Zofia
Zofia ist ein weiblicher Vorname. Er ist die polnische Variante von Sophia.

## Bekannte Namensträgerinnen
- Zofia Adamska (1903–1988), polnische Cellistin und Musikpädagogin
- Zofia Albinowska-Minkiewiczowa (1886–1972), polnisch-ukrainische Malerin und Grafikerin
- Zofia Atteslander (1874–1924), polnische Malerin
- Zofia Badura (* 1954), polnische Lyrikerin
- Zofia Bielczyk (* 1958), polnische Sprinterin und Hürdenläuferin
- Zofia Chądzyńska (1912–2003), polnische Schriftstellerin und literarische Übersetzerin
- Zofia Cykowiak (1923–2009), polnische Musikerin und Holocaustüberlebende
- Zofia Czajkowska (1905–1978), polnische Musikerin und Holocaustüberlebende
- Zofia Domalik (* 1995), polnische Schauspielerin
- Zofia Dzierżyńska (1882–1968), polnische Politikerin
- Zofia Garden, deutsche Comiczeichnerin
- Zofia Jagiellonka (1464–1512), brandenburgische Herzogin
- Zofia Jasnota (* 1949), polnische Komponistin
- Zofia Jastrzębska (* 1998), polnische Schauspielerin
- Zofia Kielan-Jaworowska (1925–2015), polnische Wirbeltier-Paläontologin
- Zofia Kiełpińska (* 1960), polnische Biathletin
- Zofia Kossak-Szczucka (1889–1968), polnische Schriftstellerin
- Zofia Kucówna (1933–2024), polnische Schauspielerin und Schriftstellerin
- Zofia Kulik (* 1947), polnische Künstlerin
- Zofia Lissa (1908–1980), polnische Musikwissenschaftlerin
- Zofia Marchlewska (1898–1983), polnische Schriftstellerin, Übersetzerin, Journalistin und Aktivistin der Arbeiterbewegung
- Zofia Nałkowska (1884–1954), polnische Schriftstellerin
- Zofia Nehringowa (1910–1972), polnische Eisschnellläuferin
- Zofia Noceti-Klepacka (* 1986), polnische Windsurferin.
- Zofia Owińska, polnische Pianistin und Musikjournalistin
- Zofia Pociłowska (1920–2019), polnische Bildhauerin
- Zofia Popiołek (* 1952), polnische Politikerin
- Zofia Posmysz (1923–2022), polnische Redakteurin und Autorin
- Zofia Potocka geschiedene Wittowa (1760–1822), polnische Gräfin
- Zofia Poznańska (1906–1942), polnisch-jüdische Résistance-Kämpferin der Roten Kapelle
- Zofia Rysiówna (1920–2003), polnische Schauspielerin
- Zofia Słaboszowska (1933–2004), polnische Schauspielerin
- Zofia Stafiej (* 1999), polnische Schauspielerin
- Zofia Stankiewicz (1862–1955), polnische Malerin, Grafikerin und Feministin
- Zofia Stryjeńska (1891–1976), polnische Malerin, Grafikerin, Illustratorin und Bühnenbildnerin
- Zofia Walasek (1933–2022), polnische Leichtathletin
- Zofia Wichłacz (* 1995), polnische Schauspielerin
- Zofia Żółtańska (* um 1966), polnische Badmintonspielerin
- Zofia Zukowska, polnische Medizinerin